# Гильдия Святого Луки (Утрехт)
Утре́хтская гильдия Святого Луки (нидерл. Utrechts Sint-Lucasgilde) — наименование, исторически объединившее две группы мастеров-ремесленников и художников города Утрехта (Центральные Нидерланды). Первая — средневековая католическая Гильдия шорников (Zadelaarsgilde), вторая — более поздняя, основанная в 1611 году, Гильдия живописцев Святого Луки, возникшая после протестантской Реформации, предоставившей художникам Голландии более широкие возможности. Третья гильдия ремесленников Утрехта, объединившая кузнецов и ювелиров, сохранила самостоятельность и была названа именем Святого Элигия, небесного покровителя их труда.

## История
История возникновения в Утрехте Гильдии Святого Луки, в отличие от истории иных городских гильдий западноевропейских стран, имеет свои особенности. Как и другие голландские города, Утрехт требовал от ремесленников членства в гильдиях, которые были обязаны контролировать отношения заказчиков и исполнителей, цены на рынке и качество продукции. В XIV веке утрехтские шорники, живописцы, скульпторы, книжные иллюстраторы, типографы и переплётчики ещё были объединены одной гильдией. Живописцы Средневековья и Северного Возрождения писали в основном на дереве или на кожаном пергаменте, расписывали деревянные скульптуры и рельефы. Поэтому выбор этих профессий, объединенных в одну гильдию, был обоснован. Утрехт в средние века был крупнейшим городом Нидерландов, столицей Утрехтского епископства и главным религиозным центром. С каждым новым архиепископом в город прибывали новые мастера. Таким образом, Утрехт становился важным центром искусства и на протяжении веков видел множество инноваций в искусстве в целом. Кузнецы были разделены на собственные гильдии: одна для золотых и серебряных дел мастеров под патронажем святого Элигия, другая — для мастеров по бронзе, железу и олову (включая изготовителей замков, ножей и часов). Все гильдии возглавлялись двумя «деканами» (или олдерменами — старшинами) и были связаны с разными церковными приходами.
В течение XVII века ситуация постепенно изменилась. В 1611 году Абрахам Блумарт вместе с двумя другими ведущими живописцами Утрехта, Иоахимом Эйтевалом и Паулюсом Морелсе, основали Утрехтскую гильдию живописцев Святого Луки (Sint-Lucasgilde), а гильдии кузнецов были объединены в гильдию Святого Элигия (St. Eloyen Gasthuis). В 1639 году «мастера масляной живописи» снова были реорганизованы в «Школу живописцев» (Schilderscollege) под «регентством» художника Яна ван Бейлерта. Известными членами Утрехтской гильдии Святого Луки в разное время были Балтазар ван дер Аст, Дирк ван Бабюрен, Абрахам Блумарт, Хендрик Блумарт, Йоханнес ван Хансберген, Стивен ван Хервейк, Гисберт де Хондекутер, Герард ван Хонтхорст, Николаус Кнюпфер, Паулюс Морелсе, Герман Сафтлевен, Рулант Савери, Ян Вермеер ван Утрехт, Ян Веникс, Ян Баптист Виникс, Абрахам Виллартс, Адам Виллартс, Йоахим Эйтевал, Карл Корнелис де Хох, Йоханнес ван Вейкерслот.
В 1717 году городской совет изменил формулу с гильдии на общество, и официальное членство больше не требовалось. Задачей общества было главным образом управление Школой рисования под названием «Городская академия рисования» (Stadstekenacademie), которая существовала в приходе Св. Иеронима с 1696 года. В 1814 году название снова изменилось, и оно стало «Обществом живописи и рисования». Официальное наименование Kunstliefde означает «любовь к искусству», и участники были склонны заниматься искусством «по зову души», подражая выдающимся голландским мастерам XVII века.
Ныне общество расположено по адресу Nobelstraat 12a в Утрехте. На основе «Общества живописи и рисования» Утрехта возникла Утрехтская высшая школа искусств.